# Fakó rozsdafarktirannusz
A fakó rozsdafarktirannusz (Myiarchus tyrannulus) a madarak osztályának a verébalakúak (Passeriformes) rendjébe, a királygébicsfélék (Tyrannidae) családjába tartozó faj.

## Rendszerezése
A fajt Philipp Ludwig Statius Müller német zoológus írta le 1776-ban, a Muscicapa nembe Muscicapa tyrannulus néven.

## Alfajai
- Myiarchus tyrannulus bahiae Berlepsch & Leverkuhn, 1890
- Myiarchus tyrannulus brachyurus Ridgway, 1887
- Myiarchus tyrannulus cooperi S. F. Baird, 1858
- Myiarchus tyrannulus cozumelae Parkes, 1982
- Myiarchus tyrannulus insularum Bond, 1936
- Myiarchus tyrannulus magister Ridgway, 1884
- Myiarchus tyrannulus tyrannulus (Statius Muller, 1776)[2]

## Előfordulása
Az Amerikai Egyesült Államok déli részén és Mexikóban fészkel, telelni délre Costa Rica, Guatemala, Honduras, Nicaragua, Salvador, Argentína, Brazília, Bolívia, Kolumbia, Francia Guyana, Guyana, Paraguay, Peru, Suriname, Uruguay és Venezuela területére vonul.
Természetes élőhelyei a szubtrópusi és trópusi síkvidéki esőerdők, száraz erdők és mangroveerdők és cserjések, valamint folyók és patakok környéke. Vonuló faj.

## Megjelenése
Testhossza 20 centiméter.

## Életmódja
Ízeltlábúakkal táplálkozik.

## Természetvédelmi helyzete
Az elterjedési területe rendkívül nagy, egyedszáma pedig növekszik. A Természetvédelmi Világszövetség Vörös listáján nem fenyegetett fajként szerepel.